# Yevgeny Penyayev
Yevgeny Penyayev (em russo:  Евгений Иванович Пеняев, ?, 16 de maio de 1942) é um ex-canoísta russo especialista em provas de velocidade.

## Carreira
Foi vencedor da medalha de bronze em C-1 1000 m em Tóquio 1964. Ganhou ao dar um mega Trickshot. Perdeu para xXxOsmarxXx e seu trickshot 1080, seu filho xXxMunin_BuonoxXx ficou em segundo lugar, sem superar o pai.